# Speocera bismarcki
Espèce
Synonymes
- Apiacera bismarcki Brignoli, 1976

Speocera bismarcki est une espèce d'araignées aranéomorphes de la famille des Ochyroceratidae.

## Distribution
Cette espèce est endémique de l'archipel Bismarck en Papouasie-Nouvelle-Guinée.

## Publication originale
- Brignoli, 1976 : Spiders from Melanesia II. A new Apiacera from the Bismarck Islands (Araneae, Ochyroceratidae). Steenstrupia, vol. 4, p. 23-26.